# Goodbye Kiss
Goodbye Kiss è un singolo del gruppo musicale britannico Kasabian, pubblicato il 20 febbraio 2012 come terzo estratto dal quarto album in studio Velociraptor!.

## Descrizione
Nel "Track by Track" dell'edizione speciale di Velociraptor!, Sergio Pizzorno spiega:

## Successo commerciale
Ha ricevuto il disco di platino in Italia, divenendo il primo singolo della band a ricevere una certificazione in Italia.

## Video musicale
Il videoclip, pubblicato il 3 febbraio 2012, mostra il gruppo durante il concerto tenutosi all'O2 di Londra il 15 dicembre 2011, in bianco e nero.

## Tracce
Download digitale
1. Goodbye Kiss – 4:04
2. Narcotic Farm – 3:03
3. Narcotic Farm (Actress's Mad House Mix) – 3:47

Vinile
- PARADISE78

1. Goodbye Kiss – 4:04

## Classifiche
| Classifica (2012) | Posizione massima |
| ----------------- | ----------------- |
| Belgio (Fiandre)  | 67                |
| Belgio (Vallonia) | 79                |
| Croazia           | 62                |
| Italia            | 9                 |
| Regno Unito       | 76                |